# Romy (chanteuse)
Pour les articles homonymes, voir Romy (homonymie).
 (août 2017).
- Si vous ne connaissez pas le sujet, laissez ce bandeau (vous pouvez alors contacter les auteurs).
- Si vous supprimez le contenu mis en cause (vous pouvez préalablement contacter les auteurs),

argumentez précisément cette suppression dans la page de discussion
(un manque de référence n'est pas un argument ; une recherche réelle de référence doit avoir été effectuée, être formellement documentée).
Romy, de son vrai nom Romana Dadlhuber (née le 27 juillet 1989) est une chanteuse allemande.

## Biographie
À l'âge de sept ans, elle est découverte lors d'un festival pour enfants chanteurs par la compositrice Hanneliese Kreißl-Wurth. La même année, elle fait sa première apparition sur scène à Pocking puis à la télévision en compagnie de Helga Gruber dans Fröhlicher Alltag, émission diffusée par la SWR, enregistrée à Europa-Park. En se faisant connaître, Dadlhuber devient co-animatrice du "Herbert-Roth-Gala", diffusé par la MDR.
Lors de la sortie du quatrième album solo, Romana Dadlhuber décide de se faire appeler Romy.
Après l'obtention de son abitur en 2009, elle fait des études de sciences de l'information et de la communication à Salzbourg.
Depuis novembre 2014, elle présente sa propre émission, Romys Welt, sur TRP1.

## Discographie
Albums
- 1998 : Romana – So wie Herr Clayderman
- 1999 : Romana – Bald feiern wir ein Fest
- 2001 : Romana – A bayrisches Girl
- 2003 : Romy – Große Träume
- 2005 : Romy – 10 Jahre Bühne
- 2007 : Romy & Christian – 1000 Fragen an die Liebe (avec Christian Gebhardt)
- 2007 : Romy – Küssen muß er können
- 2009 : Romy – I hab’ mi total in Di verschaut
- 2014 : Romy – Farbenspiel Leben

## Source de la traduction
- (en) Cet article est partiellement ou en totalité issu de l’article de Wikipédia en anglais intitulé « Romy (Sängerin) » (voir la liste des auteurs).